# Caroline Schelling
Caroline Schelling (rojena Michaelis, ovdovela Böhmer, ločena Schlegel, poročena Schelling), nemška pisateljica, *2. september 1763, Göttingen, † 7. september 1809, Maulbronn.
Velja kot navdih – muza takratnega časa – mnogih umetnikov romantike.

## Življenje
Rodila se je kot Dorothea Caroline Albertine Michaelis v Göttingenu. Kot hči profesorja Johanna Davida Michaelisa (1717– 1791), katerega delo je temeljilo na teologiji in orientalistiki, je že kmalu stopila v družbo izobraženih. V njen krog prijateljev sta spadala tudi Theresa Heyne in Johann Georg Adam Forster. Theresa in Johann sta se kasneje tudi poročila.
15. junija 1784 se je poročila z rudniškim  zdravnikom iz Clausthala, Johannom Franzom Wilhelmom Böhmerjem (1753– 1788). 28. aprila 1785 je rodila prvega otroka, Auguste (Gustel) Böhmer. Druga hči, Theresa (Röschen) Bohmer pa je bila rojena 23. aprila 1787. Naslednje leto, 4. februarja, je Johann Böhmer umrl zaradi infekcije rane. Ponovno noseča se je z Auguste in Thereso preselila nazaj k staršem; verjetno je v tem času spoznala svojega bodočega drugega moža, Augusta Wilhelma Schlegla. Tretji otrok, Wilhelm, je nekaj tednov po rojstvu, leta 1788, umrl. Spomladi 1789 se je Caroline skupaj s hčerama preselila k svojemu polbratu, profesorju medicine, Christianu Friedrichu ˝Fritzu˝ Michaelisu v Marburg. 17. decembra 1789 je ta svet zapustila tudi Theresa, Caroline in Auguste pa sta se jeseni preselili nazaj v Göttingen.
Leta 1791 je umrl Carolinin oče, mati se je preselila v Braunschweig, hiša pa je bila prodana. ˝Spogledljiva mlada vdova˝, kot si je sama rekla, se je marca 1792 s hčerko preselila v Mainz. Tu je pod streho vzela ubežnico Meto Forkel iz Göttingena, ostala pa je v stiku tudi s Thereso Heyne in Georgom Forstrom, ki sta se poročila leta 1785.
V oktobru 1792 so francoske revolucionarne sile pod vodstvom generala Custinea zavzele Mainz. Caroline ni skrivala svojega demokratično revolucionarnega prepričanja ‒ čeprav nikoli ni postala članica kluba jakobincev, saj ti v ˝Društvo prijateljev, svobode in enakosti˝ niso sprejemali žensk.
Njen svak Georg Wilhelm Böhmer je v Mainzu deloval kot tajnik francoskega generala Custinea. Njeno mnenje o njem je bilo kritično in je do njega držala distanco: 
˝Moj svak Georg Böhmer je svoje delo v Wormsu zapustil in sprejel delo tajnika generala Custinea. Ko sem zagledala tega človeka se mi je ustavilo srce -ojoj- potrebujete takšnega človeka? Kdor se grebe za tako delo, nikdar ni najboljši.˝
Med Thereso Forster in njenim prijateljem Ludwigom Ferdinandom Huberjem se je vnela ljubezen, ki jo je Georg Forster mirno sprejel in ju ni oviral, ko sta se leta 1872 preselila v Švico. Caroline pa so pripisovali razmerje z zapuščenim Georgom Forstrom. Odziv nemških sil proti francoski revoluciji, še posebno pa mainški republiki, je, po začetnem vojaškem porazu, sčasoma pokazal napredek. Koalicijske sile so v začetku leta 1793 osvojile francoski del okupirane zemlje. Kljub temu se je mainška republika 18. marca 1793 priključila revolucionarni Franciji. Med tem časom je Caroline zanosila z Leutnantom Jeanom Baptistom Duboijem- Crancéom, nečakom francoskega generala d´Oyreja, ki je bil leta 1793 nameščen v Mainzu. 25. marca 1793 je Forster odpotoval v Pariz na politične diskusije. Po vplivom pruskih sil in njihove ponovne okupacije Mainza je Caroline skupaj z materjo in snaho mainškega jakobinca Georga von Wedekinda in njenimi otroci, ter z Meto Forkel in s svojo osemletno hčerko Auguste zapustila Mainz. Še isti dan so jih pruski vojaki ustavili v sosednji deželi Oppenheim. Ko so ugotovili, da sodeluje z mainškimi Jakobinci, pa so jih zaprli. Poleg tega je njen priimek kazal na to, da je žena Georga Böhmerja. Sprva je bila zaprta na gradu Königstein, kasneje pa je bila v hišnem priporu v Kronbergu v Taunusu. Če bi izvedeli za njeno nosečnost, je bila sklenila storiti samomor. Prijatelji, znanci, kot sta brata Schlegel, in sorodniki so se zavzemali za njeno izpustitev. Temu sta nasprotovala Wilhelm von Humboldt in Goethe. Njen brat Gottfried Philipp Michaelis je osebno stopil do pruskega kralja Friedricha Wilhelma II in uspešno zaprosil za njeno izpustitev. Monarh je odgovoril: ˝Prav nič mi ni v interesu, da nedolžne osebe izkusijo usodo zločincev, ki so si prislužili zapor v Königsteinu. Vašim zagotovilom, da Vaša sestra, vdova gorskega zdravnika Böhmerja, ni zagrešila slabega dejanja, verjamem in sem majorju Lucadowu ukazal naj izpusti Vašo sestro in njenega otroka. To je moj odgovor na vaše pismo. Vaš milostljiv Friedrich Wilhelm II.˝
Po plačilu stroškov sta bili Caroline in Auguste 11. julija 1793 izpuščeni. August Wilhelm Schlegel ju je odpeljal iz Kronberga v Leipzig, nato pa v sosednje mestece Lucka. Tu je Caroline pod izmišljenim imenom 3. novembra 1793 rodila sina Wilhelma Juliusa. Friedrich Schlegel jo je velikokrat obiskal, skrbel zanjo in bil krstni boter. Nevarno je bilo ostati v stiku s francoskim oficirjem, Caroline pa je drzno ohranjala stike z otrokovim očetom. Vendar ni želela, da bi otroka posvojil in ga je januarja 1794 dala v Lucki v rejo, ter se preselila z Auguste v Gotho. V svojih pismih je opisovala, kako sta se z Auguste navezali na otroka, vendar ga ni nikdar več videla, saj je umrl 20. aprila 1795 zaradi infekcije. 

Po izpustitvi iz zapora je Caroline, kot družbeno uglajena ˝demokratičarka˝, ostala v Nemčiji. Višje oblasti pa so jo diskriminirale. Ko je obiskala domače mesto Göttingen, jo je Dekret proglasil za nezaželeno. Zaradi nenehnega nadzorovanja hannoverskih oblasti je bilo potovanje v Dresden že od samega začetka prepovedano. Deželno glavno mesto je te ukrepe za dlje časa že vnaprej sklenilo, kot je zapisano neke v pismu göttingenskim oblastem, leta 1794: 
Prorektorju svetniku Federju v Göttingenu. V Gothi se zadržuje doktorica Böhmer, rojena Michaelis. V Göttingenu ji ne moremo odobriti zadrževanja, (…). V primeru da se Caroline Böhmer tu zadržuje, bo takoj izgnana, gospod prorektor pa bo to zapoved prenesel njegovemu nasledniku.
Stari prijatelji so se od Caroline oddaljili ali pa so, tako kot njena gostiteljica v Gothi, bili pod pritiskom. Leta 1795 si je z Auguste našla zasilno prebivališče pri svoji materi v Braunschweigu. Po nekaj mesecih je iz Amsterdama prišel August Wilhelm Schlegel, s katerim se je 1. julija 1796 poročila. Nekaj dni po poroki so se preselili v Jeno.

Politično zasledovanje pa se je nadaljevalo. Leta 1800 hannoverska vlada nagovorila göttingenske organe: 
iz več strani smo izvedeli, da se tu nahaja profesor August Wilhelm Schlegel iz Jene, skupaj s svojo ženo, bivšo vdovo Böhmerja, rojeno Michaelis.(...) Tako bosta z ženo, če se bosta tu zadrževala dlje časa, morala zapustiti mesto.
Ne preseneti nas, da je Caroline razmišljala o življenju onstran oceana. Brata Schlegel pa sta vedno bolj prihajala na vrh jenskih romantikov. Njena poroka s Schleglom je tako pomenila ponovno vrnitev v družbeno meščansko življenje. Bila je del njunega literarnega kroga. Leta 1798 je v Jeno prišel filozof Schelling. Med njima se je razvilo ljubezensko razmerje, ki ga je August Wilhelm Schlegel mirno sprejel.

Leta 1799 je Carolina igrala pomembno vlogo v delu Friedricha Schlegla, Lucinde: v poglavju Večna leta moškosti naj bi jo bili portretirali. Odnos med svakom in svakinjo pa je vedno bolj bledel ‒ delno s pomočjo prijateljice Dorotheje Veit ‒ in se je razvil v pravo sovraštvo. Tudi Schillerjevi prijatelji so Caroline napadali. Delno je bila to posledica tanke meje med takratnimi umetniškimi šolami ˝romantikov˝in ˝klasikov˝, kjer so se romantiki norčevali iz Schillerjevega pathosa. Leta 1799 je Carolina zapisala: 
ob branju Schillerjeve pesmi, Pesem zvonov, smo skoraj umrli od smeha.
Schiller pa je Carolino imenoval gospa Lucifer ali največji hudič.
12. julija 1800 je v Bad Bocketu umrla hči Auguste zaradi hude diareje. Želja o nagrobniku za Auguste je bila neizpolnjena. Šele po Carolinini smrti je Schelling naročil nagrobnik pri danskemu kamnoseku Bertlu Thorvaldsnu. Nagrobnik je izklesal v Rimu, vendar ga v Bad Bocketu nikoli ni postavil. Izklesan nagrobnik je danes v Thorvdaldsenovem muzeju v Kopenhagnu, kopija je v Bad Bocketu.
August Wilhelm Schlegel je konec leta 1800 odpotoval iz Jene v Berlin. Caroline je ostala v Jeni. Njuna zveza je počasi bledela, tako je ona stopila v zvezo s Schellingom. Caroline in August sta se odločila za ločitev. Da bi se ognila dolgotrajnim obiskom sodišča, sta se s pomočjo Goetheja obrnila na deželnega vladarja, kneza Carla Augusta von Sachsen-Weimar, da ju loči. Schelling je oktobra 1802 Schleglu v Berlin poslal Carolinin osnutek za pismo, ki naj bi knezu predstavil položaj zakoncev: "vsemogočni knez, milostljivi princ in vladar! (…) Odkar sva pred šestimi leti sklenila zakon, so se najina pota razšla in sva se skupaj odločila za ločitev, ki bo pomenila najino nadaljnjo srečo."
Knez je prošnjo sprejel in 17. maja 1803 razglasil ločitev. 26. julija je sledila poroka Caroline in Schellinga v Murrhardtu. Spremljala ga je v Würzburg, ko pa je prišel pod francosko oblast, sta 1806 odšla München. 
7. septembra 1809 je Caroline podlegla hudi diareji med obiskom Schellingovih staršev v Maulbronnu. V spomin ji stoji spomenik pred maulbronnskim samostanom, z napisom: "Mirno spi, pobožna duša, do večne združitve. Bog, pred katerim stojiš naj ti poplača ljubezen in zvestobo, ki je močnejša od smrti."
V spomin Carolini Schlegel in jenskim romantikom podeli mesto Jena vsaka tri leta nagrado Caroline Schlegel.

## Caroline, Auguste in Goethe
Brez dvoma je bil med Carolino in Goethejem poseben odnos. Ko je bil Goethe 28. septembra 1783 v hiši njenega očeta, je bila Carolina žal odsotna. Obiskovalec je nanjo vsekakor pustil svoj vtis, saj je malo za tem poročala, da ima njegov rokopis Iphigenie. 10. avgusta 1784 je Goethe, kot oglednik rudnika, prišel v Clausthal, kjer sta živela Caroline in Wilhelm Böhmer. Prenočil je pri tamkajšnjih vladnih predstavnikih. 14. avgusta je Goethe zapustil Clausthal. Ne moremo potrditi, da sta se Goethe in Caroline kdaj osebno spoznala. Da se je 28. aprila 1785 Caroline rodila Auguste, še ne pomeni, da je Goethe oče otroka. O ponovnem srečanju Caroline in Goetheja vemo šele, ko je bil Goethe avgusta 1792 vpoklican v vojsko proti francoski republiki in je tri dni gostoval pri Georgu Forsteru v mainški republiki. Goethe zagotovo ni sodeloval pri izpustu Caroline in Auguste iz pripora v Königsteinu. Ko so zagovorniki klasike zasovražili Caroline, jo je Goethe zagovarjal. Obtožili so ga ˝privrženosti do Schleglovih˝, Auguste pa je bila njegova ˝razvajena ljubljenka˝. Auguste naj bi nekaj mesecev pred smrtjo začela s prevodom novele Tancréde . Takoj po njeni smrti se je Goethe preselil nazaj v Jeno in se posvetil prevodu Voltairove novele Tancréde ‒ V upoštevanju kratkosti in minljivosti človeškega življenja, kot je pisal Schillerju. Goethe je želel dodati svoje besede k napisu na Augustinega nagrobnika. Caroline pa je predlagal žaro z vgraviranim prizorom Auguste v njenem vsakdanu, vendar se je to zdelo Caroline neokusno. 1801 je Goethe začel pisati nedokončano tragedijo Evgenie oder die Natürliche Tochter. To delo in njegovo uprizoritev Schleglovega Iona lahko smatramo za kot skrito posvetilo Auguste. Goethe je deželnemu vladarju osebno povedal Carolinino željo o ločitvi in zakoncema pomagal. Leta 1830, po Carolinini smrti, je Goethe prosil svojo prijateljico Jenny von Pappenheim, da se na njunem potovanju ustavita na Augustinem grobu. Walter E. Ehrhardt je ustvaril zahtevno teorijo, da bi Auguste lahko bila njegova hči, vendar za to trditev le ni imel dovolj dokazov. 

## Dela
- August Wilhelm Schlegel je 1828 o Carolini dejal, da je imela vse potrebne ambicije postati blesteča pisateljica.
- Večinoma je Carolina sodelovala pri Schleglovih esejih in kritikah. Zanj je brala tuje knjige, spisala dele njegovih esejev, pri katerih ni bilo potrebnih nadaljnjih poprav.
- Sodelovala je pri nastajanju Shakespearovega spisa Romeo in Julija (1797), pri ocenah nekaterih dramskih del in romanov Ifflanda, J. Schulza, Lafontaineja (1798) in pri razpravi ˝Slika˝. Schlegel jo je spodbujal k prevajanju Shakespearovih del. Vsi prevodi so šli najprej skozi njene roke, potem šele v tiskarno.
- Sama je spisala nekaj literarnih kritik, ki so izšle v mnogih jenskih časopisih npr. Athenäum in Erholungen.
- Kot je zapisal njen mož August Wilhelm Schlegel Schillerju, naj bi Caroline okrog leta 1796 napisala tudi pripoved; poleg literarnih vicev in ostalih malenkosti je ohranjen le fragment načrta nekega romana, ki naj bi predstavljal duhovni razvoj njej podobne ženske.
- 1801 je v nemščino prevedla francosko igro Philipe et Georgette, kasneje je prevedla tudi nekaj Petrarkovih sonetov, vendar je bilo zelo malo njenega dela natisnjenega.
- Svoj talent je Caroline pokazala s pismi, začinjenimi s modrostmi, fantazijo, umetnostjo, pesniškim duhom, posmehom in prefinjeno hudobnostjo.